# Wittenmoor (Naturschutzgebiet)
Das Wittenmoor ist ein Naturschutzgebiet in der niedersächsischen Gemeinde Wietzendorf im Landkreis Heidekreis.

## Allgemeines
Das Naturschutzgebiet mit dem Kennzeichen NSG LÜ 246 ist rund 28 Hektar groß. Es steht seit dem 2. Februar 1999 unter Naturschutz. Zuständige untere Naturschutzbehörde ist der Landkreis Heidekreis.

## Beschreibung
Das aus zwei Teilbereichen bestehende Naturschutzgebiet liegt nördlich von Wietzendorf am Rande der Niederung der Aue, zu der es auch über Gräben entwässert wird. Es stellt den Rest eines Hochmoores mit flachen Handtorfstichgebieten unter Schutz. Die Handtorfstiche, in denen Wollgräser, Torfmoose und Schwingrasen wachsen, sind von Moorheide umgeben. Hier finden sich auch Bestände der Moorlilie und des Gagelstrauchs.
Zu den Rändern sind die Moorgebiete von Bruchwäldern bewachsen. Im Norden des Naturschutzgebietes befindet sich der Rest einer binsen- und seggenreichen Nasswiese.
Das Naturschutzgebiet grenzt überwiegend an landwirtschaftliche Nutzflächen, im Westen auch an bewaldetes Gebiet. Zur Erhaltung und Entwicklung des Gebietes sind Wiedervernässungs- und Entkusselungsmaßnahmen vorgesehen. Ein in das Naturschutzgebiet einbezogener Fichtenbestand soll in naturnahen Laubmischwald umgewandelt werden.